# 12075 Legg
A 12075 Legg (ideiglenes jelöléssel 1998 FX69) a Naprendszer kisbolygóövében található aszteroida. A LINEAR projekt keretében fedezték fel 1998. március 20-án.